# Noegus
Noegus là một chi nhện trong họ Salticidae.